# 杜勇
杜勇，中南大学粉末冶金国家重点实验室副主任、教授，主要从事相图、相变及合金设计方面的研究工作。入选中华人民共和国教育部第八批"长江学者"特聘教授，曾就读于中南大学。